# Handaoia spinosa
Handaoia spinosa är en stekelart som beskrevs av André Seyrig 1952. Handaoia spinosa ingår i släktet Handaoia och familjen brokparasitsteklar. Inga underarter finns listade i Catalogue of Life.